# Bahnhof Wil
Der Bahnhof Wil SG ist ein Kreuzungsbahnhof in der Stadt Wil im Kanton St. Gallen. Hier kreuzt die Strecke von Winterthur nach St. Gallen mit den Strecken von Kreuzlingen nach Wil und von Wil nach Wattwil. Auf dem Vorplatz endet die Schmalspurstrecke von Frauenfeld. Er ist der drittgrösste Bahnhof im Kanton St. Gallen.

## Geschichte

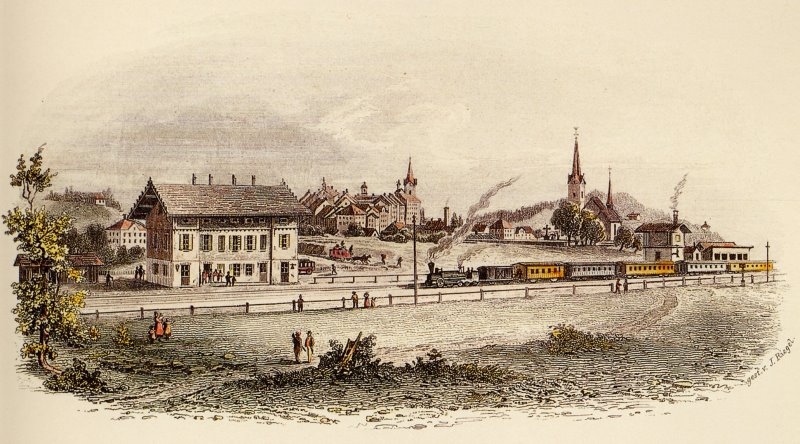
Bahnhof Wil um 1855

1852 stimmten die politische Gemeinde und die Ortsgemeinde Wil dem Bau einer Bahnverbindung von Winterthur nach St. Gallen einstimmig zu. Der Gemeinderat bezeichnet die Eisenbahn für Wil als eine „Lebensfrage“. Am 14. Oktober 1855 nahm dann die St. Gallisch-Appenzellische Eisenbahn (SGAE) den Betrieb zwischen Winterthur und Wil auf. Wil blieb bis zum 25. Dezember 1855, als die SGAE die Fortsetzung nach Flawil eröffnete, Endbahnhof. Die Hochbauten der SGAE entstanden unter dem Direktionsarchitekten Ludwig Bitzer. Fehlende Finanzen zwangen die SGAE zur Fusion, so dass am 1. Mai 1857 die Strecke mit dem Bahnhof Wil in den Besitz der Vereinigten Schweizerbahnen (VSB) kam.

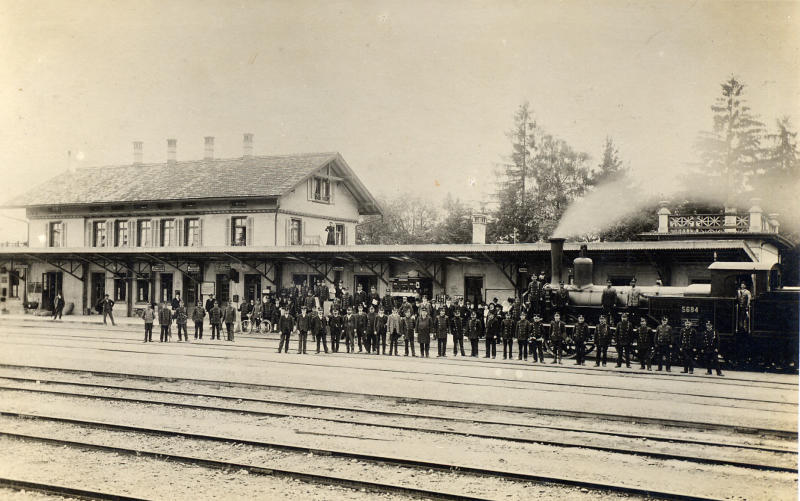
SBB-Personal vor der Lokomotive Eb 2/5 5684. Das Aufnahmegebäude wurde 1890 und 1912 mit einem eingeschossigen Anbau ergänzt.

Bereits 1858 existierte ein Projekt für eine Verbindung zwischen Wil und Ebnat. Mit der Betriebsaufnahme der Toggenburgerbahn (TB) wurde Wil am 24. Juni 1870 zum Abzweigbahnhof. Seit dem 1. September 1887 verbindet die schmalspurige Frauenfeld-Wil-Bahn (FW) den Wiler Bahnhofsvorplatz mit der Thurgauer Kantonshauptstadt. 1887 wurde die Weiterführung der FW ins Stadtzentrum geprüft (→ siehe Frauenfeld-Wil-Bahn). Als vierte Zugverbindung wurde am 18. Dezember 1911 die Mittelthurgaubahn (MThB) nach Kreuzlingen eröffnet. Für ihre Einführung in den Bahnhof Wil wurden im November 1911 neue Gleisanlagen in Betrieb genommen.

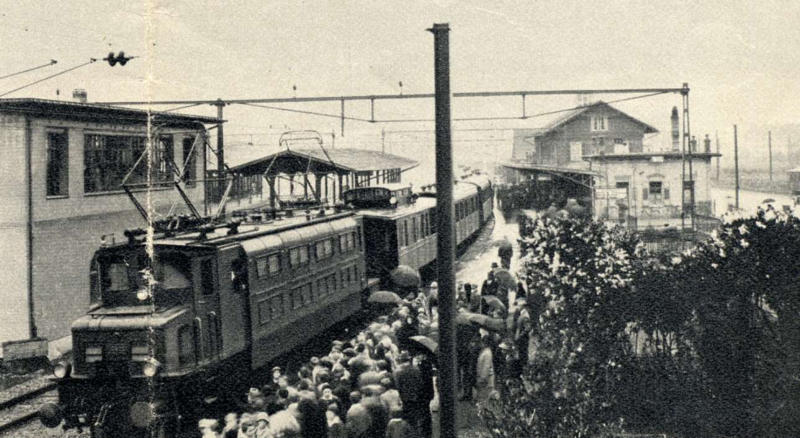
Ein mit einer Elektrolokomotive Ae 3/6 I bespannter Reisezug auf Gleis 1. Die grosse Menschenmasse lässt auf einen besonderen Anlass schliessen. Auf Perron 2 ist das Stellwerk und die Überdachung erkennbar.

1890 erfolgte eine Erweiterung der Stationsanlagen. 1902 wurden die VSB verstaatlicht, und der Bahnhof kam in den Besitz der SBB. Die neue Eigentümerin gab umfangreiche Erweiterungen in Auftrag und vergrösserte 1912 das Bahnhofsgebäude. Im September 1912 führten die „Kaisermanöver“ zu Grossverkehr in Wil. 1914 wurde die Passerelle durch eine Personenunterführung ersetzt. 1916 erweiterten die SBB das Aufnahmegebäude und erstellten ein mechanisches Stellwerk der Bauart Jüdel mit zwei Wärterstellwerken und einem Freigabewerk. 1918 überdachten sie den Perron 3.
1921 führte die Frauenfeld-Wil-Bahn den elektrischen Betrieb ein, 1927 folgten die SBB auf der Hauptstrecke von Winterthur über St. Gallen nach Rorschach. Obwohl die Bundesbahnen seit 1943 auch die Strecke nach Wattwil elektrisch betreiben, blieben Dampflokomotiven im Bahnhof Wil Alltag. Die Mittelthurgaubahn wurde erst 1965 mit dem Fahrdraht überspannt.

Empfangsgebäude aus dem Jahr 1960

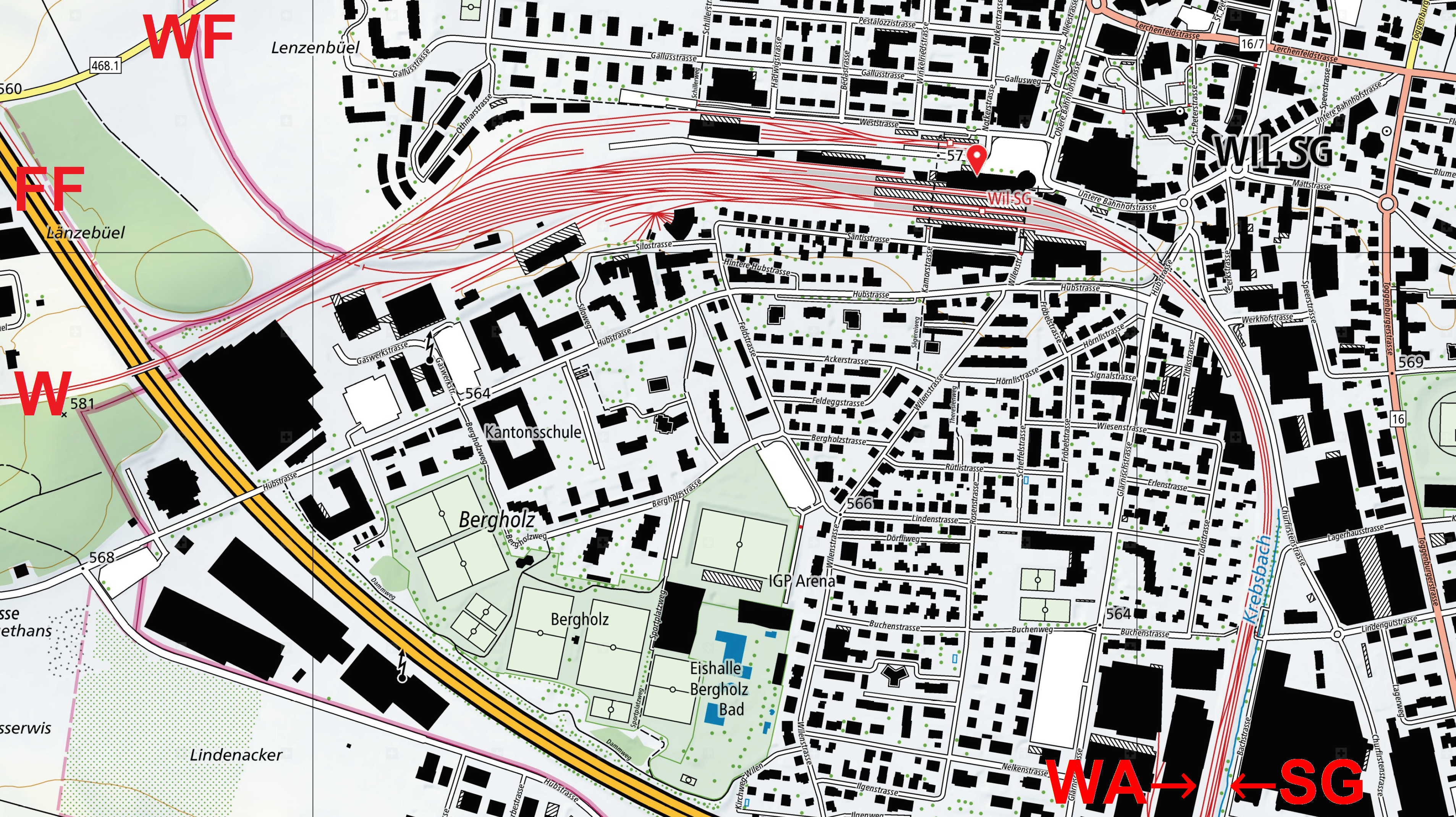
Kartenausschnitt Bahnhof Wil:
WF: Thurbo nach Weinfelden
FF: FW nach Frauenfeld WA: SBB nach Wattwil
W: SBB nach Winterthur SG: SBB nach St. Gallen

1947 vergrösserten die SBB den Güterschuppen, das neue Getreide-Silogebäude wird aufgerichtet. Am 1. Oktober 1959 ging das neue Aufnahmegebäude teilweise in Betrieb, und genau ein Jahr später wurde der neue Bahnhof vollständig dem Verkehr übergeben.
Am 4. Februar 1990 provozierten Vandalen einen Zusammenstoss zweier Lokomotiven. 1992 leiteten die SBB umfangreiche Umbauarbeiten mit einer Erhöhung der Perrons ein. Am 24. Juni 1995 wurde die Re 460 105 in Wil auf den Namen „Fürstenland“ getauft. Im Juli 1995 nahm die Öffentlichkeit die Drogenszene im und um den Bahnhof Wil wahr. 1998 konnte ein Buffet-Espresso eröffnet werden.
2001 ersetzte ein elektronisches Stellwerk, das für eine Fernbedienung vorbereitet wurde, das mechanische Stellwerk aus dem Jahr 1916. Gleichzeitig wurden die Gleisanlagen an die aktuellen Bedürfnisse des Bahnbetriebs angepasst, und das alte Stellwerk auf Perron 2 wurde stillgelegt.
Die Mittelthurgaubahn wurde 2005 aufgrund ihrer hohen Verschuldung aufgelöst. Anlagen und Rollmaterial wurden von der Nachfolgerin Thurbo übernommen. Am 4. Oktober 2003 erhielt der RABe 526 703 von Thurbo in Wil den Namen „Kanton St. Gallen“.
2005 bauten die SBB am Gleis 6 einen zusätzlichen, 170 Meter langen Perron. Der auf einer Länge von 124 Metern überdachte Bahnsteig wird für den Halbstundentakt der S 35 zwischen Wil und Winterthur benötigt. Gleichzeitig verlängerte die Stadt das Dach über dem Hausperron um 87 Meter, damit die Erstklasspassagiere trockenen Fusses ein- und aussteigen können.

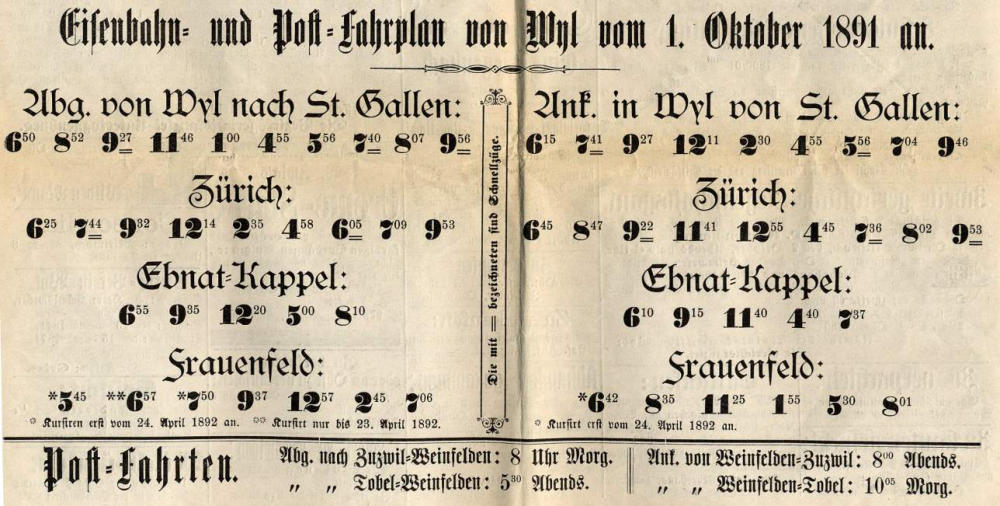
Aushangfahrplan ab Oktober 1891
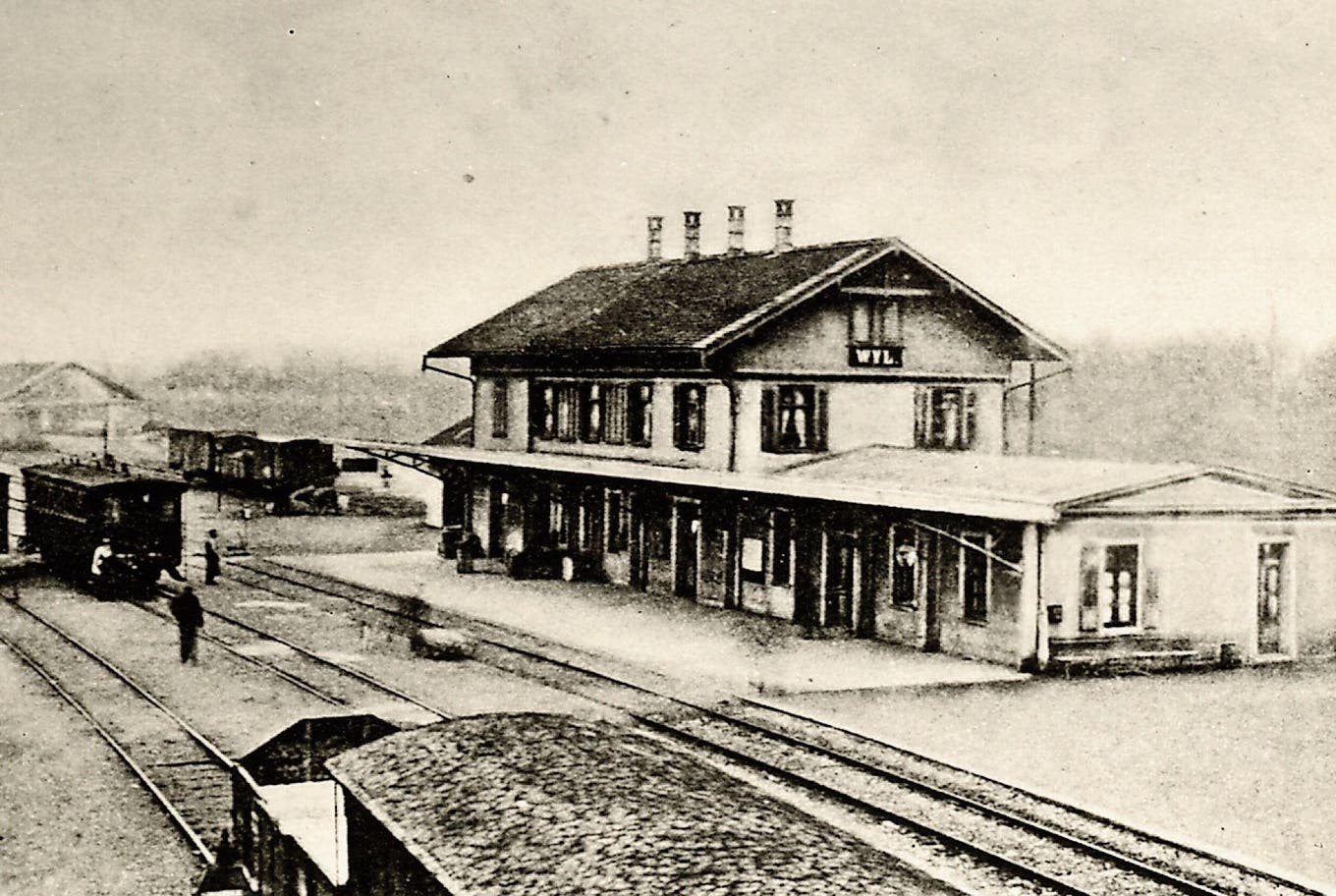
Bahnhof Wil um 1900
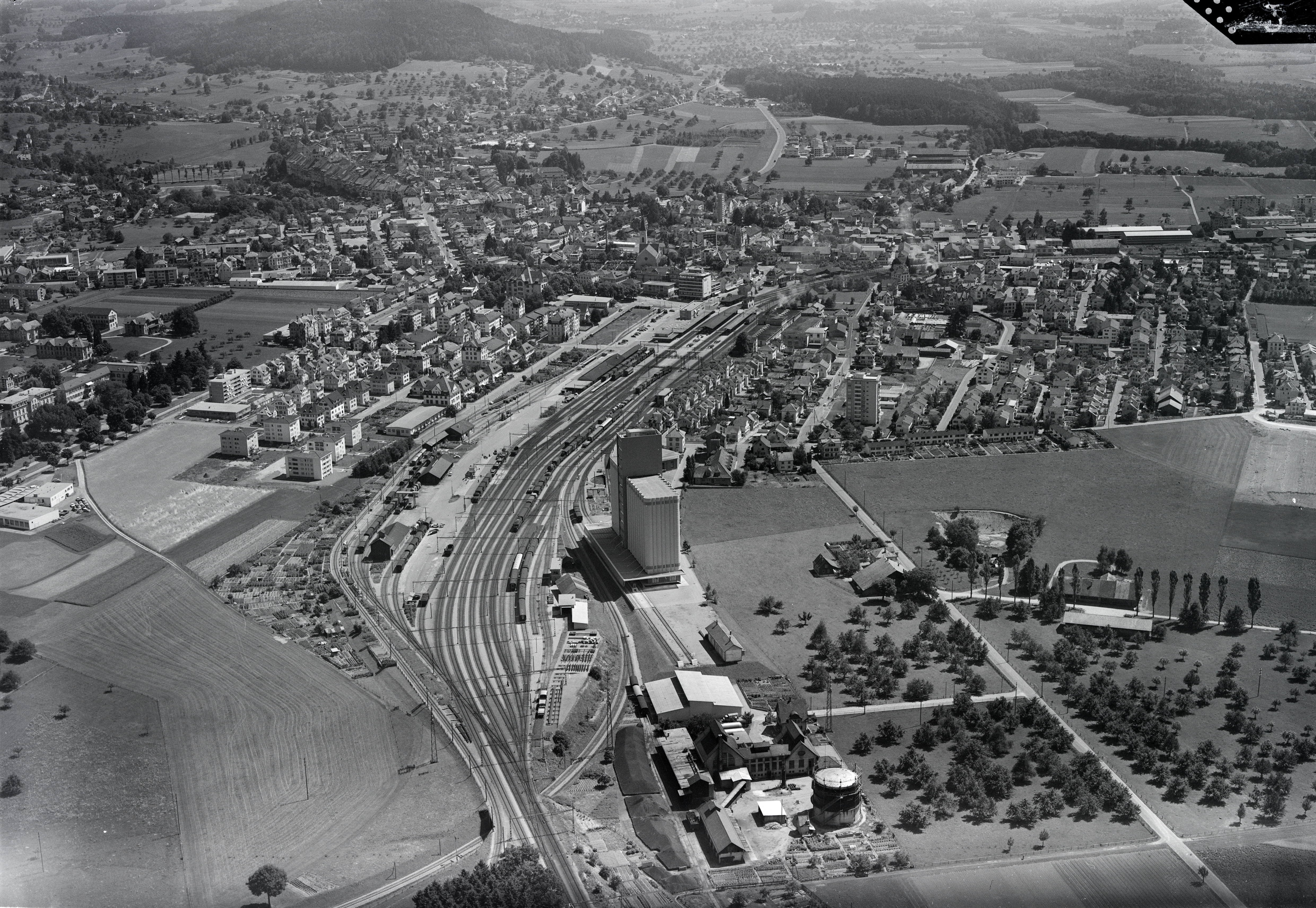
Getreidesilo beim Bahnhof, 1963
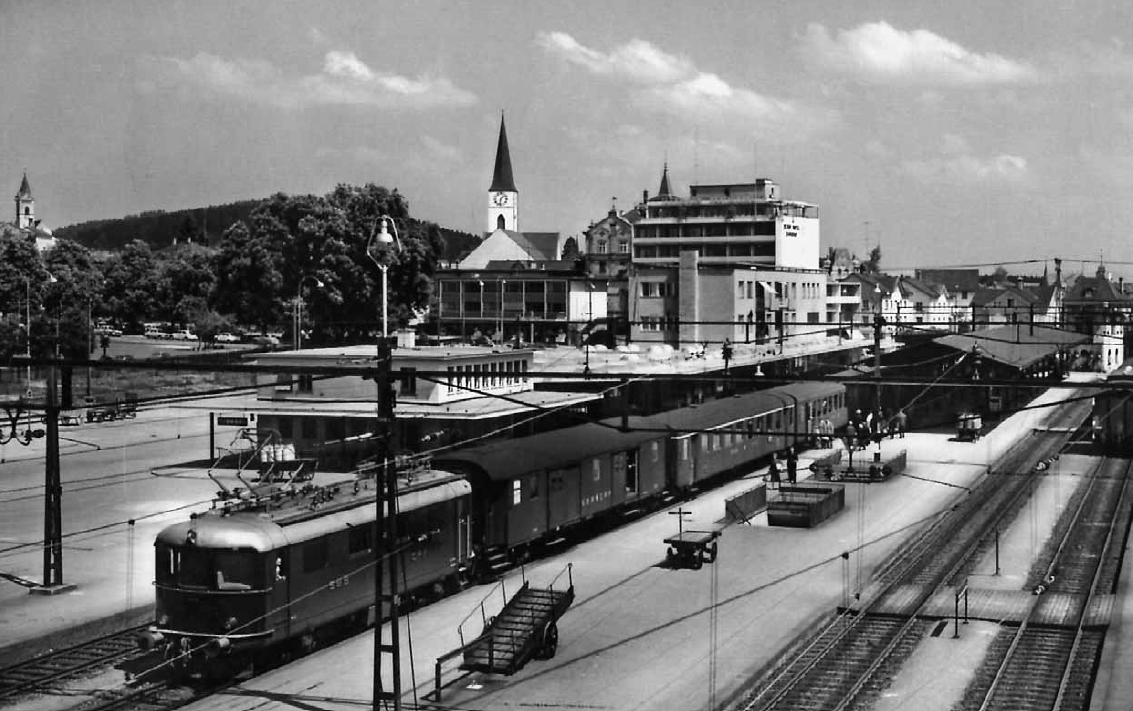
Typischer Städteschnellzug mit Re 4/4 I, frühe 1960er-Jahre
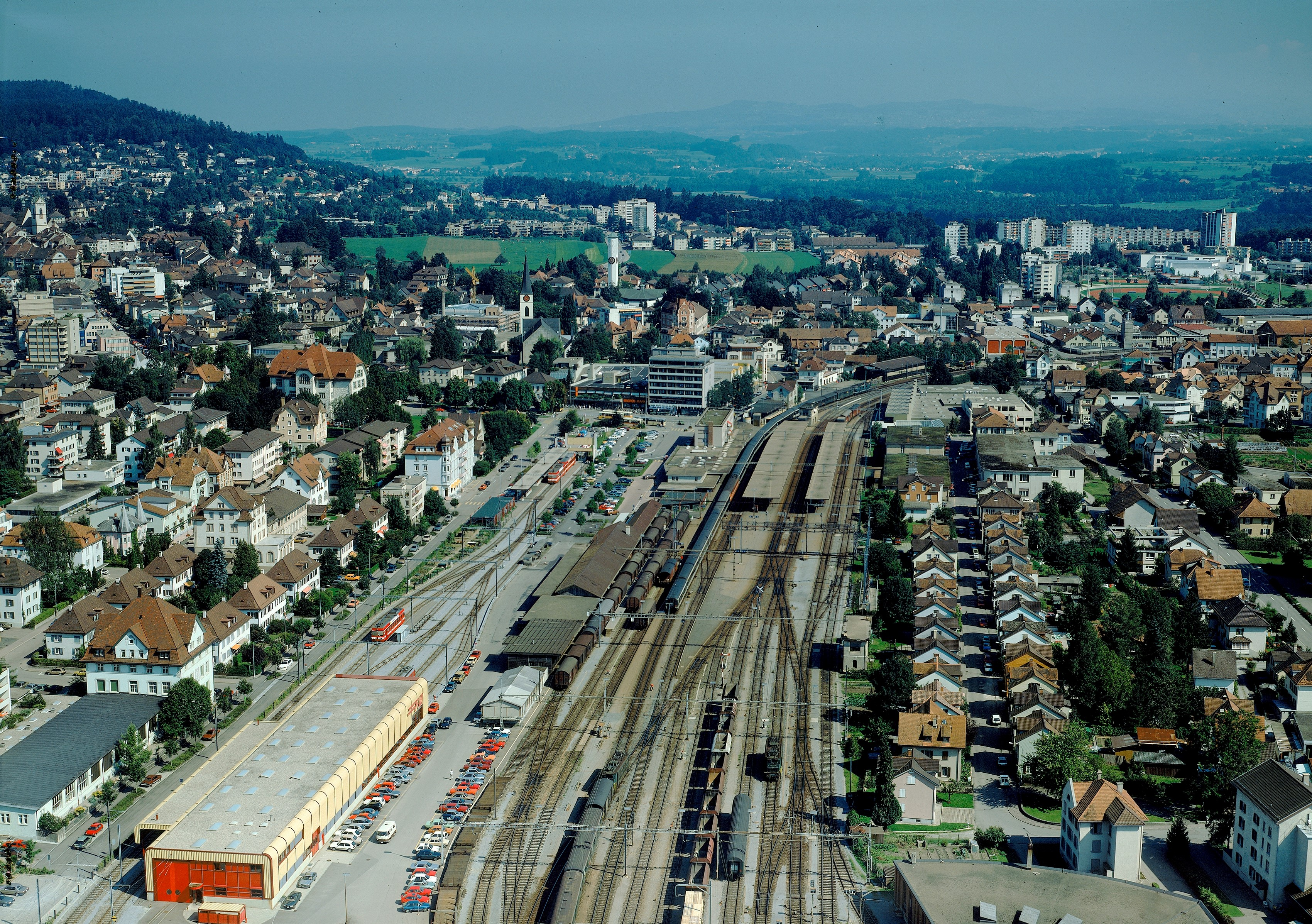
Luftbild von 1988, vorne links Werkstatt der FW
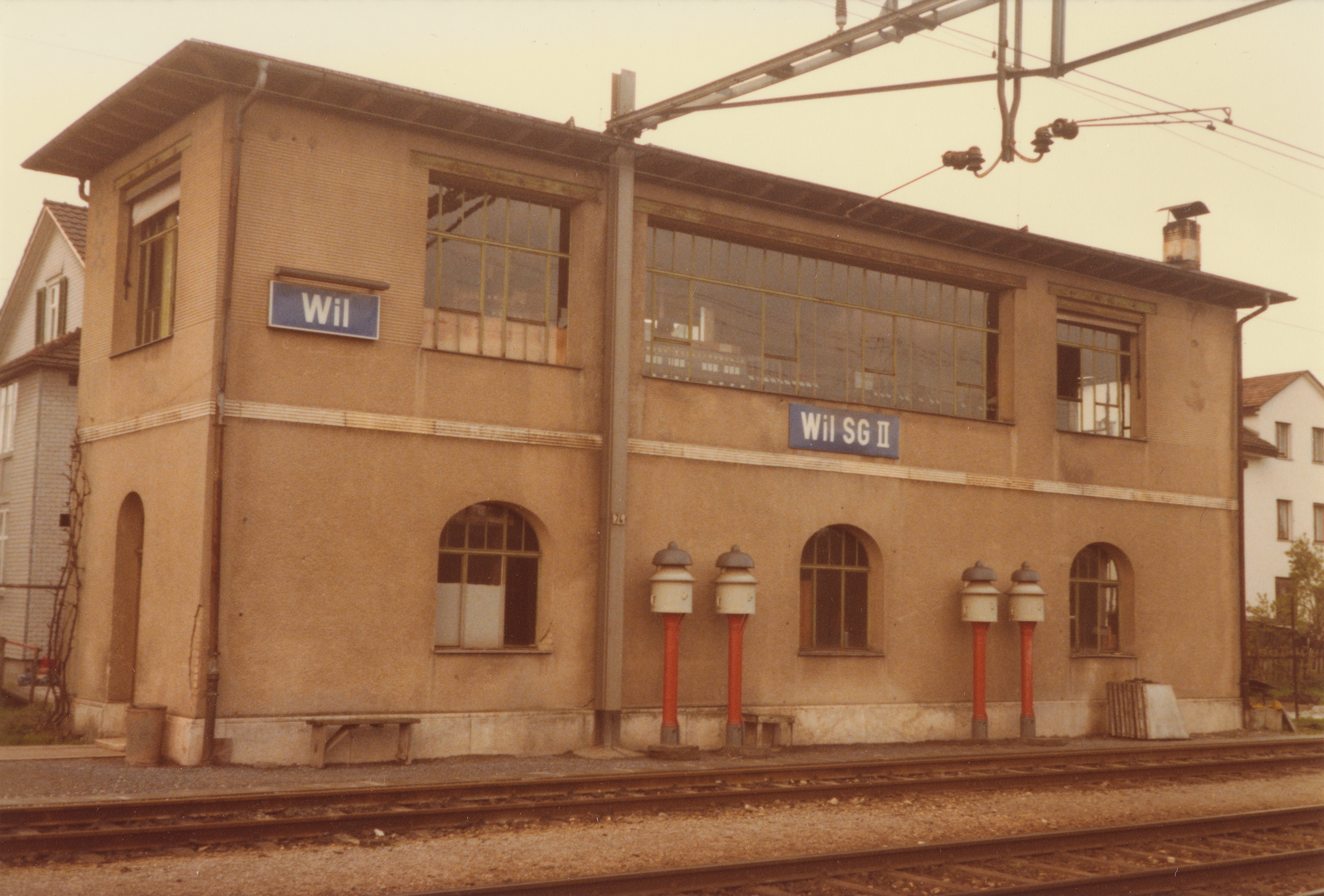
Stellwerk II (1980)

## Gleisanlage

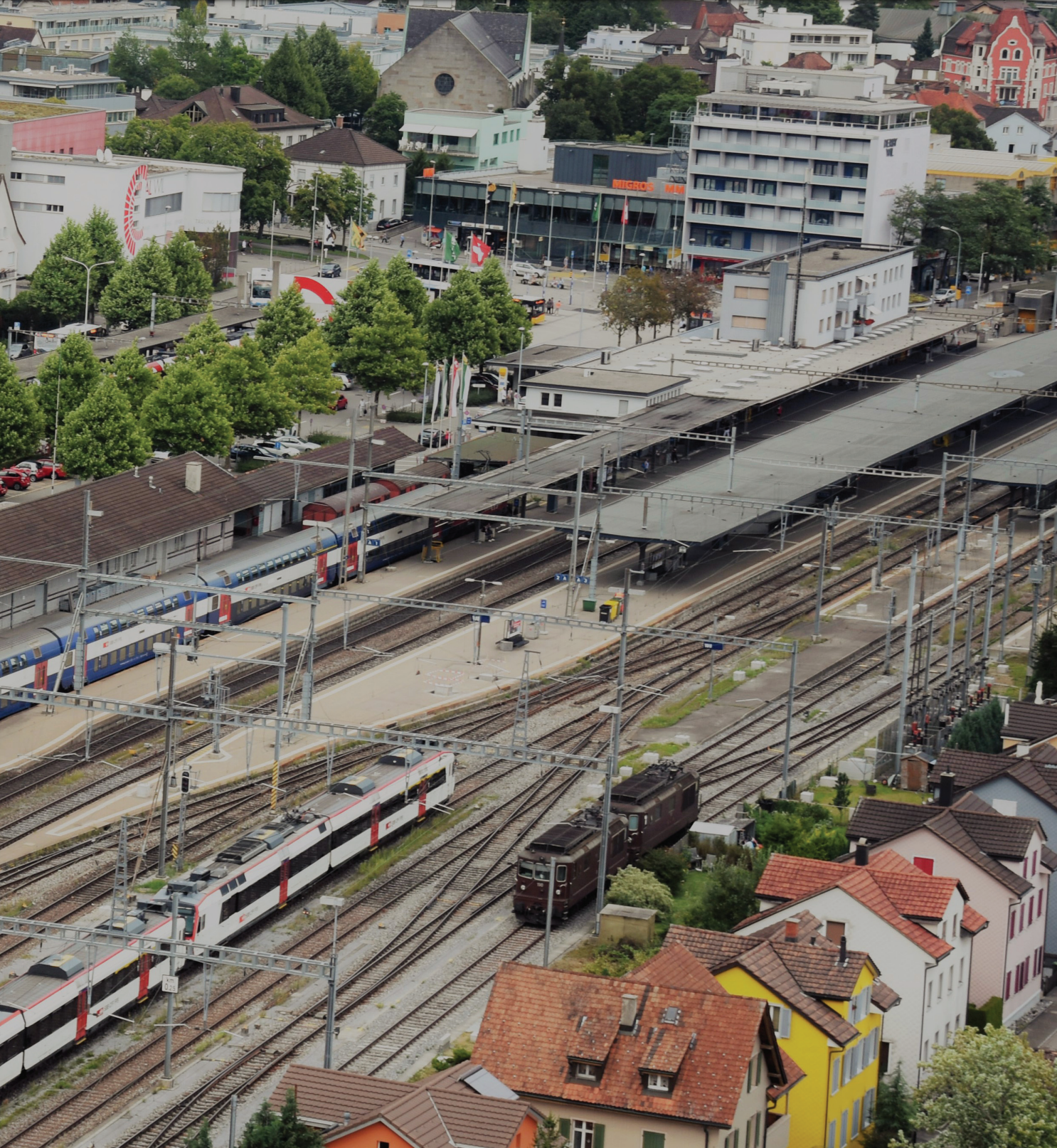
Gleisanlage Seite Sirnach

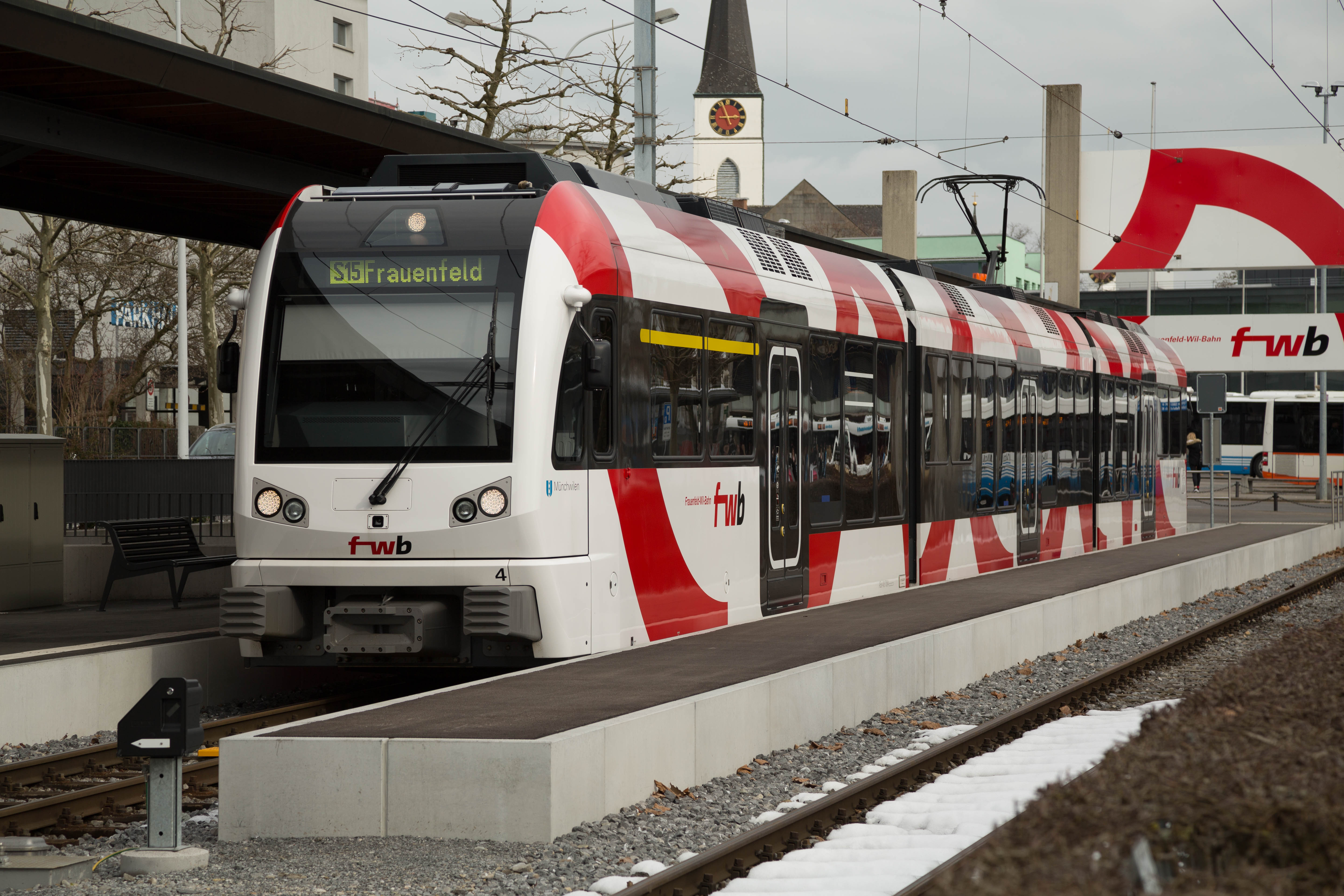
Die Züge der schmalspurigen Frauenfeld-Wil-Bahn verkehren ab den Gleisen 11 und 12 auf dem Bahnhofvorplatz.

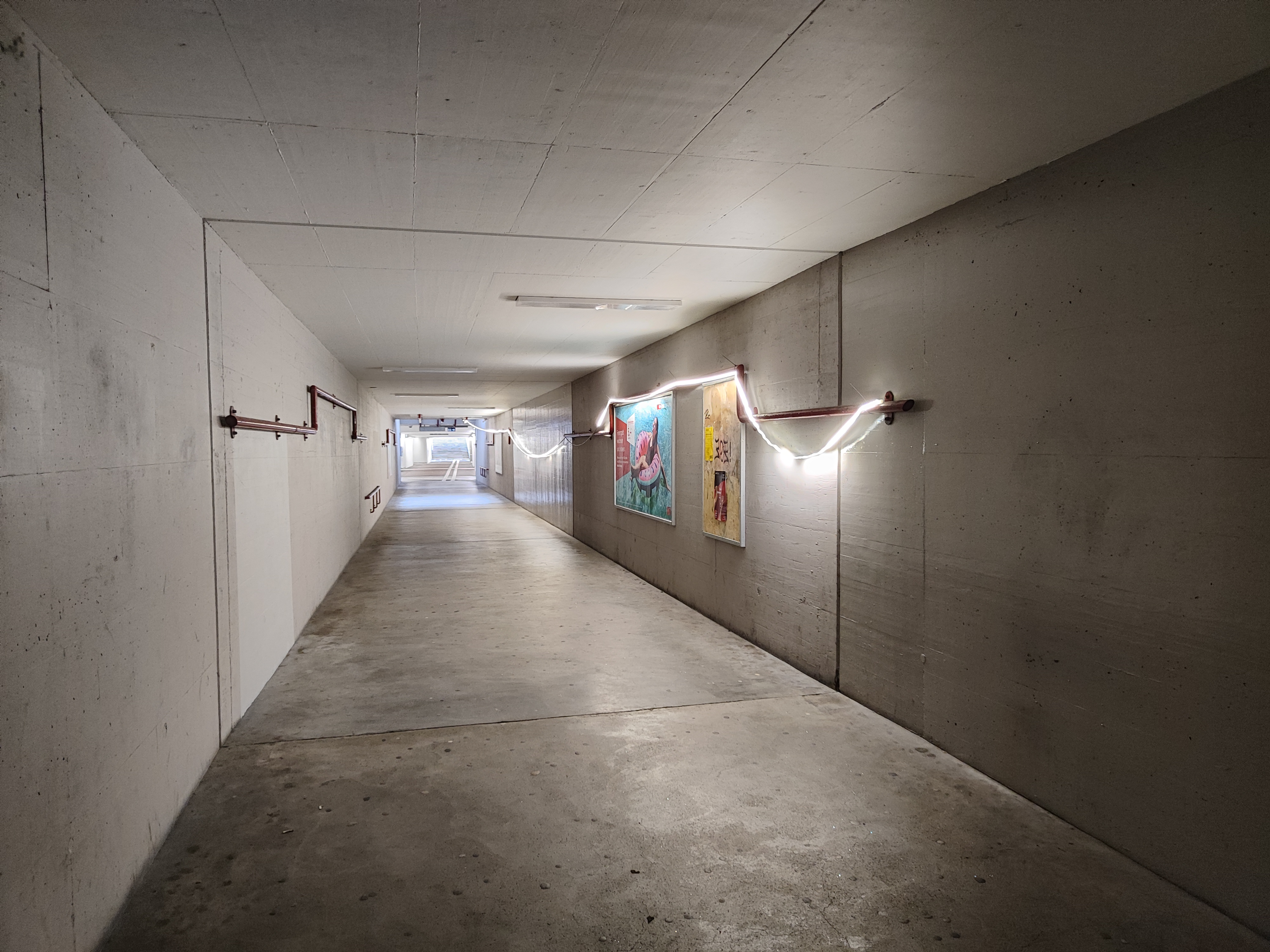
Unterführung West zu den FWB-Gleisen

Für die normalspurigen Züge der SBB und Thurbo stehen 6 Perrongleise zur Verfügung. Dem Fernverkehr dienen Richtung St. Gallen Gleis 1 am Hausperron und Richtung Winterthur Gleis 2 am Mittelbahnsteig. Auf Gleis 3 am gleichen Mittelperron verkehrt die S 1 nach St. Gallen. Gleis 4 am nächsten Mittelperron dient der S 9 von und nach Wattwil, Gleis 5 der Zürcher S 35 Richtung Winterthur. Die S 10 von und nach Weinfelden verkehrt ab Gleis 6. Den Bahnreisenden stehen zwei Unterführungen zur Verfügung. Der Durchgang auf der Ostseite des Bahnhofs erschliesst zusätzlich die Parkgarage unter dem Bahnhofvorplatz und die örtliche Migros-Filiale auf der anderen Seite der Unteren Bahnhofstrasse.
Im Bahnhof Wil befinden sich 39 Hauptsignale für den Zugverkehr und 82 Zwergsignale für den Rangierbetrieb sowie 58 Weichen. Die Anschlussgleise der Traktorenfabrik Hürlimann wurden in den 2000er-Jahren abgebaut.

## Verkehr

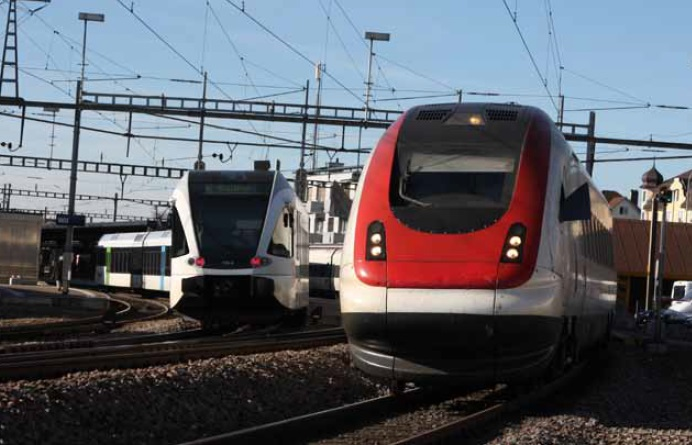
Abfahrender ICN nach St. Gallen, links ein als S-Bahn verkehrender GTW von Thurbo

Der Bahnhof wird von Fern- und Regionalzügen der SBB und deren Tochtergesellschaft Thurbo bedient. Ausserdem hat am Bahnhof Wil die Frauenfeld-Wil-Bahn ihren Endpunkt. Durchschnittlich stiegen 2018 im Bahnhof Wil täglich 19 801 Bahnreisende ein und aus. Er ist damit nach St. Gallen und Rapperswil der am stärksten frequentierte Bahnhof im Kanton. Folgende Linien halten in Wil:

### Fern- und Regionalverkehr
- 1 Genève-Aéroport – Bern – Zürich HB – St. Gallen   BZ FS RZ
- 13 Zürich HB/St. Gallen – Sargans/Chur teilweise , teilweise  FS  (Alpenrhein-Express)
- RE Zürich – Winterthur – Wil – Gossau SG – St. Gallen (Thurbo) (nachts in der Fahrlage des  13)

### S-Bahn

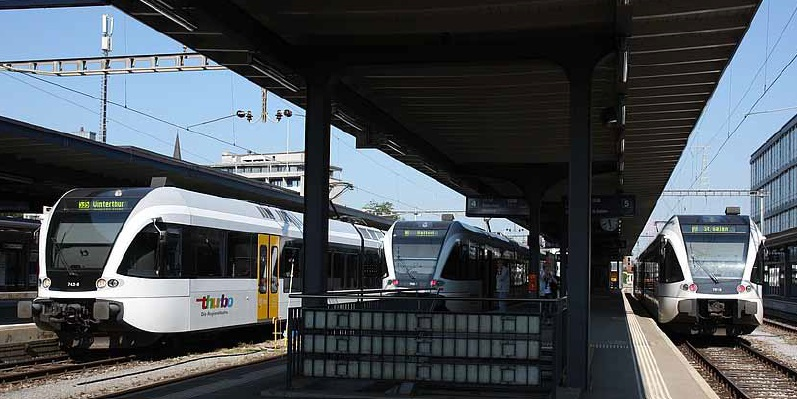
Thurbo-GTW auf Gleis 3 bis 5 nach Winterthur, Wattwil und St. Gallen

S-Bahn St. Gallen
- S 1 Wil – Gossau SG – St. Gallen –  Romanshorn – Kreuzlingen – Schaffhausen (Thurbo)
- S 9 Wil – Wattwil (Thurbo)
- S 10 Wil – Weinfelden – Sulgen – Romanshorn (Thurbo)
- S 15 Wil – Wängi – Frauenfeld (FWB)

S-Bahn Zürich
- S 12 Brugg – Altstetten – Zürich HB – Stettbach – Winterthur – Schaffhausen/Wil Verkehrt zwischen Stettbach und Winterthur ohne Halt.
- S 35 Winterthur – Wil
- SN21 Winterthur – Wil – St. Gallen
- SN22 Winterthur – Wil – St. Gallen – St. Margrethen – Heerbrugg

### Busverkehr

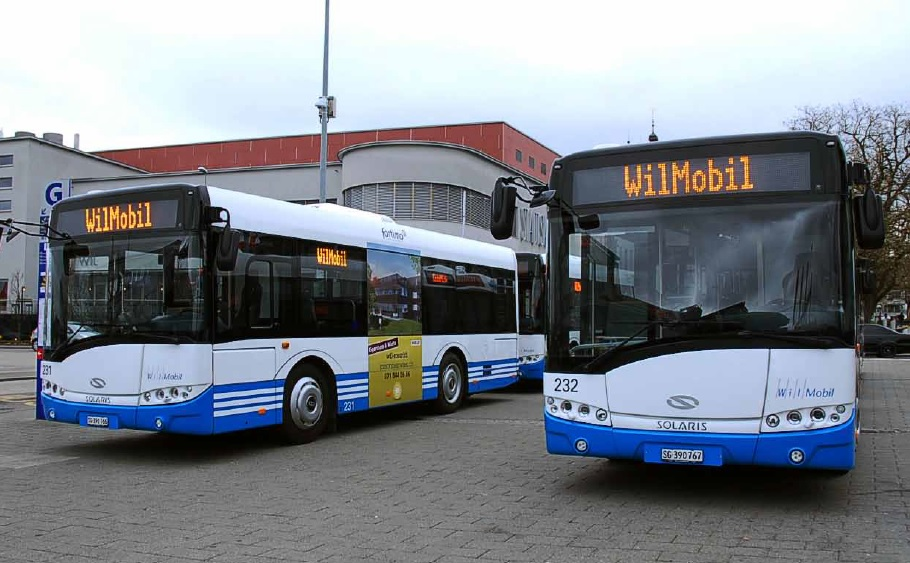
Bahnhofplatz Wil mit Bussen des Verkehrsunternehmens WilMobil

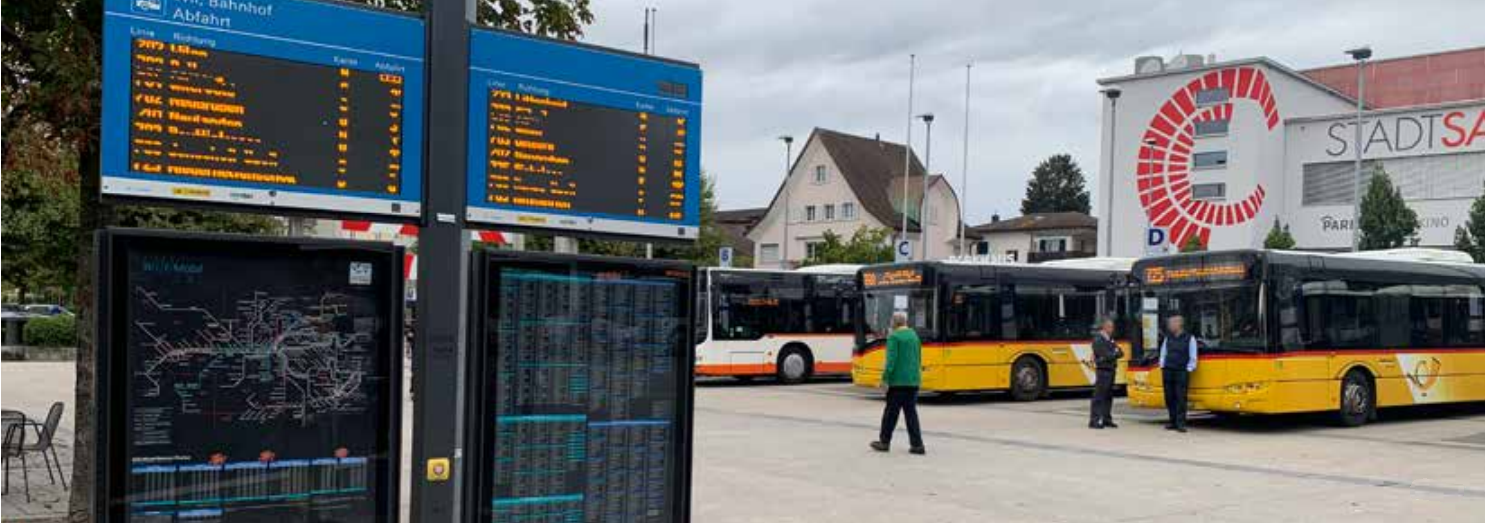
Bahnhofplatz Wil mit elektronischer Abfahrtstafel, einem Fahrzeug des Regiobus und zwei Postautos

Vom Bahnhofvorplatz Wil aus erschliessen mehrere Buslinien die Stadt und ihre Umgebung. Sie werden durch WilMobil sowie Postauto (Linien 722 – 726 und 730) und dem Regiobus (Linie 729 und 731) betrieben.
- 700 – 706 und 732 – 738   Stadt- und Regionalbuslinien von WilMobil, → siehe Abschnitt Liniennetz im Artikel WilMobil
- 722 Wil – Hosenruck – Weinfelden
- 724 Wil – Zuckenriet – Niederbüren
- 725 Wil – Zuzwil – Niederhelfenschwil
- 726 Uzwil, Waldhof – Henau – Wil
- 729 Wil – Schwarzenbach – Henau – Uzwil
- 730 Wil – Jonschwil – Uzwil
- 731 Wil – Kirchberg, Fetzhof

## Ausbau und Modernisierung
Es ist geplant, im Rahmen des Masterplan Bahnhof Wil den Bahnhof umfassend auszubauen.
Wil-West
Mit dem Ausbauschritt 2035 soll ein zusätzlicher Bahnhof im Westen von Wil auf der Linie Richtung Weinfelden errichtet werden.
Frauenfeld-Wil-Bahn
Das Trassee der Frauenfeld-Wil-Bahn wird zur Erstellung eines Autobahnanschlusses verlegt.